# Eric Bergeron
Eric "Bibo" Bergeron är en fransk animatör och regissör känd för att regissera filmer som Vägen till El Dorado och Hajar som hajar.

## Filmografi
- Asterix – bautastenssmällen (animatör)
- Resan till Amerika – Fievel i vilda västern (animatör)
- Fern Gully – Den sista regnskogen (animatör)
- Janne Långben – The Movie (animatör)
- Vägen till El Dorado (regissör)
- Hajar som hajar (regissör)
- Skönheten och monstret i Paris (regissör)

## Fotnoter
1. ↑  SNAC, SNAC Ark-ID: w6g586sq, läs online, läst: 9 oktober 2017.[källa från Wikidata]
2. ↑  Tjeckiska nationalbibliotekets databas, NKC-ID: xx0123872, läst: 15 december 2022.[källa från Wikidata]